# Ibrahimdoddi, Raichur
Ibrahimdoddi là một làng thuộc tehsil Raichur, huyện Raichur, bang Karnataka, Ấn Độ.